# Bonaspeia wolensis
Bonaspeia wolensis är en insektsart som beskrevs av Davies 1987. Bonaspeia wolensis ingår i släktet Bonaspeia och familjen dvärgstritar. Inga underarter finns listade i Catalogue of Life.